# Nature Climate Change
Nature Climate Change ist eine englischsprachige wissenschaftliche Fachzeitschrift zur aktuellen Klimaveränderung (globale Erwärmung). Es handelt sich um die erste Fachzeitschrift der Nature Publishing Group, die auch Arbeiten von Sozialwissenschaftlern veröffentlicht. Der Impact Factor lag im Jahr 2020 bei 25,290, der fünfjährige Impact Factor bei 28,803. Damit lag das Journal beim Impact Factor auf Rang zwei von 274 in der Kategorie Umweltwissenschaften gelisteten wissenschaftlichen Zeitschriften und auf Rang eins von 94 Zeitschriften in der Kategorie Meteorologie und Atmosphärenwissenschaften.

## Geschichte und Herausgeber
Die Zeitschrift wird herausgegeben von der Nature Publishing Group, die unter anderem die Fachzeitschrift Nature verlegt. 
Nature Climate Change wurde im April 2011 gegründet und löste die Online-Ressource Nature Reports Climate Change ab.
Chefredakteur ist Rory Howlett, der zuvor (mit kurzer Unterbrechung) seit 1987 Redakteur bei der Zeitschrift Nature war. Zur Unterstützung bei der Begutachtung der neu hinzugekommenen Sozialwissenschaften wurde zudem eine externe Gruppe an Gutachtern bestimmt.

## Inhalt
Ziel ist die Veröffentlichung der relevantesten Forschungsarbeiten zu den „Auswirkungen des Klimawandels und seiner Implikationen für Wirtschaft, Politik und die Welt im allgemeinen“. Veröffentlicht werden qualitativ hochwertige Originalarbeiten aus den Natur- und Sozialwissenschaften. Zudem beinhaltet die Zeitschrift ein Diskussionsforum für führende Experten durch die Publikation von Meinungen, Analysen und Übersichtsartikeln. Es wird auf die wichtigsten Entwicklungen („Research Highlights“) hingewiesen. Auch Originalartikel von anerkannten Wissenschaftsjournalisten werden veröffentlicht.
Die behandelten Themen umfassen die Bereiche: Anpassung an den Klimawandel, Anthropologie, Atmosphärenwissenschaft, Biochemie, Kommunikation, Kryosphärenwissenschaft, Ökologie, Ökonomie, Energie, Ethik, Geographie, Gesundheit, Hydrologie, Einflüsse und Vulnerabilität, Mitigation (Abmilderung des Klimawandels), Modellierung, Ozeanographie, Paläoklimatologie, Politik, Philosophie, Psychologie, Soziologie, Nachhaltigkeit und Entwicklung.